# Државни правобранилац Сједињених Америчких Држава
Главни државни правобранилац Сједињених Америчких Држава налази се на челу Министарства („Одељења“) правде САД на основу поглавља 28. § 503 Законика САД, и задужен је за правне послове, као главни правни службеник и главни адвокат Владе САД. Главни државни правобранилац обавља функцију као члан председничког кабинета и он је једини старешина „министарства“ у кабинету председника који не носи звање секретара.
Главног државног правобраниоца именује председник САД и он ступа на дужност након што именовање потврди Сенат САД. Његов мандат је на располагању председника који га може разрешити у сваком тренутку. Главни државни правобранилац је такође подложан и опозиву (импичменту) од стране Дома представника Конгреса, након суђења у Сенату, због издаје, подмићивања и других кривичних дела.

## Историја
Канцеларију Главног државног правобраниоца основао је Конгрес САД Правосудним законом из 1789. године. Првобитне надлежности Главног државног правобраниоца биле су: кривично гоњење и заступање у свим судским поступцима пред Врховним судом у којима учествују САД, као и давање савета и мишљења о правним питањима на захтев председника САД или на молбу старешина других „министарстава“.  Касније, 1870. године, основано је Одељење („МинистарствоÂ) правде, ради помоћи Главном државном правобраниоцу у обављању његових функција. Главни државни правобранилац, Државни секретар („министар спољних послова“), Секретар Трезора („министар финансија“) и Секретар одбране обично се сматрају за четири најважнија службеника председничког кабинета, с обзиром на значај ресора којима управљају.

## Главни државни правобранилац
У овом тренутку функцију Главног државног правобраниоца САД обавља Лорета Линч, која је именована од стране председника САД Барака Обаме, са ранијег положаја државног правобраниоца САД за Источни округ Њујорка. Именовање Лорете Линч потврдио је Сенат 23. априла 2015. године, и положила је заклетву пред потпредседником САД Џозефом Бајденом 27. априла 2015. године.

## Политичке контроверзе
Гласање о потврђивању именовања Главног државног правобраниоца понекад се одлаже у циљу добијања политичких уступака. Свеж пример је потврда именовања Лорете Линч, када је гласање о потврди одлагано од стране вође већине у Сенату 166 дана.

## Заступање САД у имовинскоправним односима
Одељење правде САД, с обзиром на велики број разноврсних надлежности, има и велики број унутрашњих организационих јединица. Међу њима је и Грађански одсек (Civil Division), који је надлежан да заступа државу пред домаћим, страним и међународним судовима и другим телима у грађанскоправним стварима, односно у приватноправним односима у којима учествује савезна држава, као и да даје правне савете из своје правне области другим организационим јединицама Одељења правде и свим другим владиним агенцијама. На челу Грађанског одсека налази се помоћник главног државног правобраниоца (Assistant Attorney General), кога такође именује председник САД и потврђује Сенат.
Послове државноправобранилачке функције широм САД обавља велики број државних правобранилаца распоређених у канцеларије државних правобранилаца САД (Offices of the United States Attorneys), које су формиране за подручја 94 савезна судска округа. И државне правобраниоце именује председник САД уз потврду Сената.
Свака од 50 америчких држава такође има сличну институцију – State attorney general.